# Mario Di Bartolomei
Mario Di Bartolomei (Supino, 17 maggio 1931 – Roma, 18 settembre 2020) è stato un politico italiano, esponente del Partito Repubblicano Italiano e già parlamentare europeo.
Presidente del Consiglio regionale del Lazio dal 29 luglio 1980 al 30 ottobre 1981 per il PRI, subentrò al Parlamento europeo nel settembre 1983, dopo essere stato candidato alle elezioni del 1979 per le liste del PRI, e venne riconfermato alle elezioni del 1984. È stato vicepresidente del Gruppo liberale e democratico riformatore, membro della Commissione giuridica, della Commissione per i bilanci e della Delegazione per le relazioni con gli Stati Uniti.

## Biografia

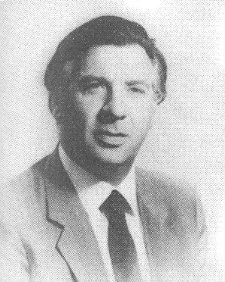
Mario Di Bartolomei

Nato a Supino, in provincia di Frosinone, proveniente da una famiglia di tradizioni mazziniane, repubblicane e garibaldine dei Castelli Romani.
Trasferitosi a Roma per gli studi universitari, nel 1950 Di Bartolomei collabora con Emanuele Terrana nell’ufficio di Oronzo Reale, allora segretario del Partito Repubblicano Italiano, e diventa vicesegretario della Federazione Giovanile Repubblicana (FGR).
Per la rivista Nord e Sud di Francesco Compagna segue i primi passi della politica agricola comune della Cee e scrive un saggio sul Piano Mansholt che riceve un premio di merito dal Campidoglio.
Nel 1954 viene assunto da Alberto Ronchey alla Voce Repubblicana. Nel corso della sua lunga permanenza al giornale del PRI sarà redattore capo durante gli anni della direzione di Ugo La Malfa, poi di Michele Cifarelli, Antonio Calvi e Pasquale Bandiera. Sarà più tardi condirettore con Giuseppe Ciranna e direttore responsabile con Giovanni Ferrara.
Collabora con la Rai in politica estera e nel 1968 pubblica un volume su I leader del Terzo Mondo (Trapani Editore, 1968) .
Dirige l’Ufficio lavoro e cooperazione della Direzione Nazionale del PRI.
Nel 1970 viene eletto Consigliere regionale nel Lazio e assume l’incarico di assessore all’Agricoltura. In collaborazione con studiosi del CNR ed esponenti del WWF, pone le basi della programmazione ecologica regionale con il censimento delle aree di particolare interesse naturalistico. Negli anni successivi è anche assessore al Bilancio e alla Programmazione e poi presidente del Consiglio regionale.
Dal 1984 al 1989 Di Bartolomei è Membro del Parlamento europeo per il PRI, nel Gruppo liberaldemocratico riformatore (ELDR) insieme a Rosario Romeo, Enzo Bettizza e Jas Gawronski. Assume l’incarico di vicepresidente dell'ELDR, è membro della Commissione giuridica, della Commissione per i bilanci e della Delegazione per le relazioni con gli Stati Uniti.
In quegli anni fonda l’Associazione Giovine Europa  e il periodico Europa 984, che dirige e pubblica fino a dicembre 1993.